# 김승진 (법조인)
김승진(金承鎭, 1939년 1월 23일 ~ 2023년 1월 10일)은 사법연수원 원장 등을 역임한 법조인이다.

## 생애
충청남도 천안에서 1939년에 태어나 서울대학교 사범대학 부설고등학교 졸업을 거쳐 서울대학교 법학과를 학사 학위하고 제13회 고등고시 사법과에 합격했다. 판사에 임용되어 춘천지방법원 원주지원장과 광주지방법원, 서울가정법원, 서울민사지방법원장에서 법원장을 지내다가 사법연수원장을 역임했다.
서울민사지방법원장으로 재직할 때 재정단독 제도와 집중심리제를 활성화했으며 서울가정법원장으로 재직할 때는 동료 법관들과 함께 가사 재판 자료집을 발간했다.

## 주요 판결
- 서울고등법원 형사5부 재판장으로 재직하던 1982년 11월 9일에 1980년 광주 미국문화원 방화 사건에서 현주건조물 방화와 밀항단속법 위반으로 구속된 박계동(30세, 고려대학교 제적)에게 징역1년6월 선고한 원심을 깨고 징역1년을 선고하면서 함께 구속된 정순철(27세, 농업)에게  항소를 기가하면서 원심대로 징역5년6월을 선고했다.[3] 1983년 5월 25일에 결혼식 축의금 접수대에서 혼잡한 틈을 이용하여 이름을 안적고 "봉투를 돌려달라"며 10만원이 든 봉투를 넘겨받고서 이름을 쓰는 척하면서 훔쳐가려다 대기중이던 경찰에 체포된 피고인의 특가법 상습 절도 선고공판에서 "경찰이 검거 실적을 높이기 위해 다소 범행을 유도했다 하더라도 이러한 경우까지 함정수사라는 이유로 형사처벌을 면할 수 없다"며 1심 판결대로 징역2년~1년6월을 선고했다.[4]
- 서울고등법원 민사12부 재판장으로 재직하던 1984년 8월 2일에 서울시를 상대로 손해배상 청구소송에서 "주택가 근처 개천에서 사람이 빠져 죽었을 때 개천이 사유지라고 해도 복지행정의 주체인 지방자치단체에 손해배상 책임이 있다"며 "650만원을 지급하라"고 했다.[5]